# Lepidosiren
Lepidosiren is een monotypisch geslacht van kwastvinnigen uit de  familie van de Amerikaanse longvissen (Lepidosirenidae).

## Soort
- Lepidosiren paradoxa Fitzinger, 1837